# Gaggenau
Gaggenau (pronunciación en alemán: /ˈɡaɡənaʊ̯/ⓘ) es la segunda ciudad más grande del distrito de Rastatt en el estado federado alemán de Baden-Wurtemberg. Está ubicada en el valle inferior del río Murg. Barrios de Gaggenau son Bad-Rotenfels, Freiolsheim, Hörden, Michelbach, Mittelberg, Moosbronn, Niederweier, Oberweier, Ottenau, Selbach, Sulzbach y Winkel.

## Puntos de interés
- Museo Unimog[3]
- Colección de vidrio de Gaggenau en la biblioteca de la ciudad[4]